# Ровкульское
Ровкульское — озеро на территории Ребольского сельского поселения Муезерского района Муезерского района Республики Карелия.

## Общие сведения
Площадь озера — 12,5 км², площадь водосборного бассейна — 465 км². Располагается на высоте 183,2 метров над уровнем моря.
Форма озера лопастная, продолговатая: вытянуто с северо-запада на юго-восток. Берега каменисто-песчаные, местами заболоченные.
С северо-западной стороны в озеро втекает река Урвангийоки. С северо-востока в озеро впадает протока из озера Минсъярви, в которое впадает река Мурдойоки, несущая воды из озёр Шуры-Редуниярви, Мурдоярви и Коккоярви.
На юго-востоке озеро соединяется широкой протокой с озером Большим Ровкульским, откуда через реки Сулу и Лендерку воды в итоге попадают в Балтийское море.
В озере не более десятка островов различной площади, и их количество может варьироваться в зависимости от уровня воды.
С запада от озера проходит просёлочная дорога.
Код объекта в государственном водном реестре — 01050000111102000010496.